# Wodność
Wodność – parametr określający stan chmury lub mgły. Została ona zdefiniowana jako masa ciekłej lub zestalonej wody przypadająca na jednostkę objętości chmury (lub na jednostkę masy powietrza – wodność właściwa).